# Манди, Иван
И́ван Ма́нди (венг. Mándy Iván; 23 декабря 1918, Будапешт — 6 октября 1995, там же) — венгерский писатель, один из наиболее влиятельных венгерских прозаиков второй половины XX века.

## Биография
В 1945—1948 — один из издателей журнала Новолунье, объединявшего таких авторов, как Геза Отлик, Янош Пилинский, Агнеш Немеш Надь. В 1949—1955 не публиковался. В 1989—1992 возглавлял литературный журнал Holmi («Пожитки»).

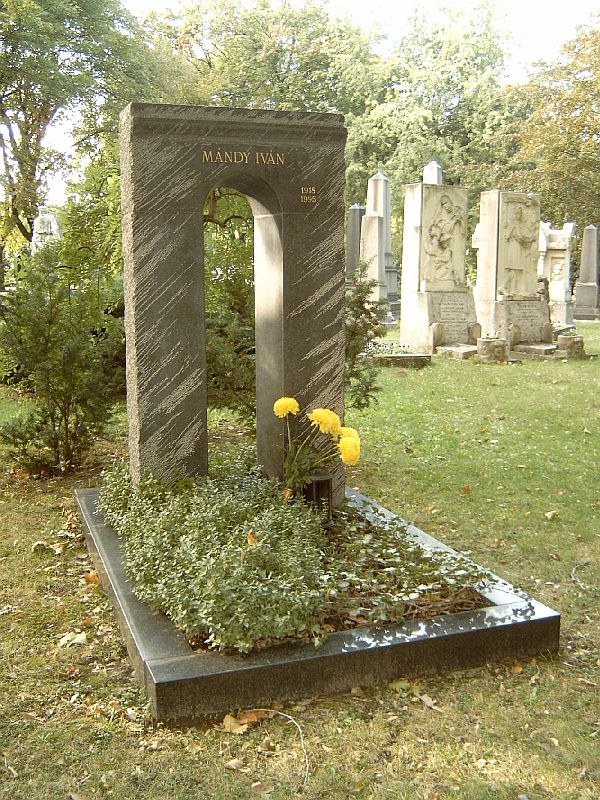
Могила Ивана Манди

Написал несколько киносценариев, его романы и пьесы были экранизированы. Снялся в двух лентах Иштвана Сабо — «Фильм о любви» (1970) и «Улица Пожарных, дом 25» (1973). Автор нескольких книг для детей.

## Избранные произведения
- 1948 Francia kulcs/ Гаечный ключ (роман)
- 1948 A huszonegyedik utca/ Двадцать первая улица (роман)
- 1959 Fabulya feleségei/ Фабулия и его жены (роман)
- 1963 A pálya szélén/ На обочине (роман)
- 1967 Régi idők mozija/ Это доброе старое кино (роман в новеллах)
- 1970 Mi van Verával?/ Как там Вера? (роман)
- 1972 Mi az, öreg?/ В чем дело, старик? (новеллы)
- 1983 Átkelés/ Перекресток (новеллы)
- 1984 Strandok, uszodák/ Ванны, бассейны (повесть)
- 1992 Huzatban/ Из набросков (новеллы)
- 1996 A légyvadász/ Охотник на мух (новеллы)

## Публикации на русском языке
- Арнольд-китолов. М.: Детская литература, 1982
- Кино Жамбоки// Иностранная литература, 1995, № 4

## Признание
Лауреат премий Баумгартена (1948), Аттилы Йожефа (1969), Тибора Дери (1985), Лайоша Кошута (1988), Джорджа Сороса за жизненное достижение (1992). Член Будапештского городского совета (1991), президент Академии литературы и искусства имени Сеченьи (1992). В 1993 выдвигался кандидатом на Нобелевскую премию.